# Пола X
„Пола X“ (на френски: Pola X) е романтичен филм от 1999 година на режисьора Леос Каракс по негов сценарий в съавторство с Жан-Пол Фарго, международна копродукция на Франция, Швейцария, Германия и Япония.
Сюжетът е базиран на романа на Херман Мелвил „Pierre: or, The Ambiguities“, като действието е пренесено в наши дни. То описва любовната връзка между успешен млад писател и скитница, която се смята за негова изгубена в детството полусестра. Главните роли се изпълняват от Гийом Депардийо, Екатерина Голубева, Катрин Деньов.
„Пола X“ е номиниран за наградата „Златна палма“ на Кинофестивала в Кан.